# Ambrus Sándor (szobrász)
Ambrus Sándor István (Székelyudvarhely,  1959. február 25. – Dombóvár, 2008. április 11.) erdélyi származású szobrász, grafikus.

## Életpályája
Dédapja és nagyapja kőfaragó volt. Utóbbitól sokat tanult gyerekkorában, és tudatosan készült a szobrászpályára. A középiskolát Marosvásárhelyen végezte a Művészeti Líceumban, 1978-ban, majd 1983-ig a kolozsvári Ion Andreescu Képzőművészeti Egyetem szobrászati szakán tanult. Ezután Kolozsváron élt. A rajztanári állás helyett inkább a szabadúszó művész státusát választotta. Volt kirakatrendező, kőfaragó, majd később egy ötvösműhelyben dolgozott. Kolozsvári műtermében szobrászkodni kezdett. Egyéni és csoportos kiállításai voltak Kolozsváron és környékén. Magyarországi turistacsoportokat is kalauzolt Erdélyben. Megismerkedett Szeverin Ferenccel, a Dombóvári Galéria vezetőjével. Neki köszönhetően 1989-ben áttelepült Magyarországra. A kezdeti alkalmi munkák után egyedi ékszereket, később pedig  kisplasztikákat készített. Szeverinnel közösen vásároltak egy domboldalt Csikóstőttősön, felállították Sinka István költő szobrát a Pásztor-dombon. A Jézus-dombon a Csikóstőttősi Krisztus című Ambrus-alkotást avatták fel. Később Dombóváron műterme volt (itt készült a nagyméretű Merengő mészkőből készült nőalak).
Ő készítette a fővárosi MÜPA-ban a Fesztiválszínház fal- és mellvédburkolatait, a Magyar Nemzeti Táncegyüttes kalotaszegi előadásának díszletét is. 
Gyógyíthatatlan betegségben hunyt el 2008 tavaszán.

## Dombóvári szobrai, alkotásai
- Szent Korona (az Illyés Gyula Gimnázium bejáratánál) - 1993
- Bagoly-reliefek a Járásbíróság homlokzatán -
- Hamulyák-emlékoszlop, Szabadság utcai park - 2004
- Szent György-szobor, a rendőrség épülete mellett - 2005
- Fürdőző Gúnár-szobor, Gunarasfürdő - 2005
- József Attila, bronzfej, József Attila Általános Iskola - 2005
- Szent Lukács szobra, Szent Lukács Kórház - 2006
- Assisi Szent Ferenc-szobor - 2008
- Eperfa 1956, Tinódi Ház[1]

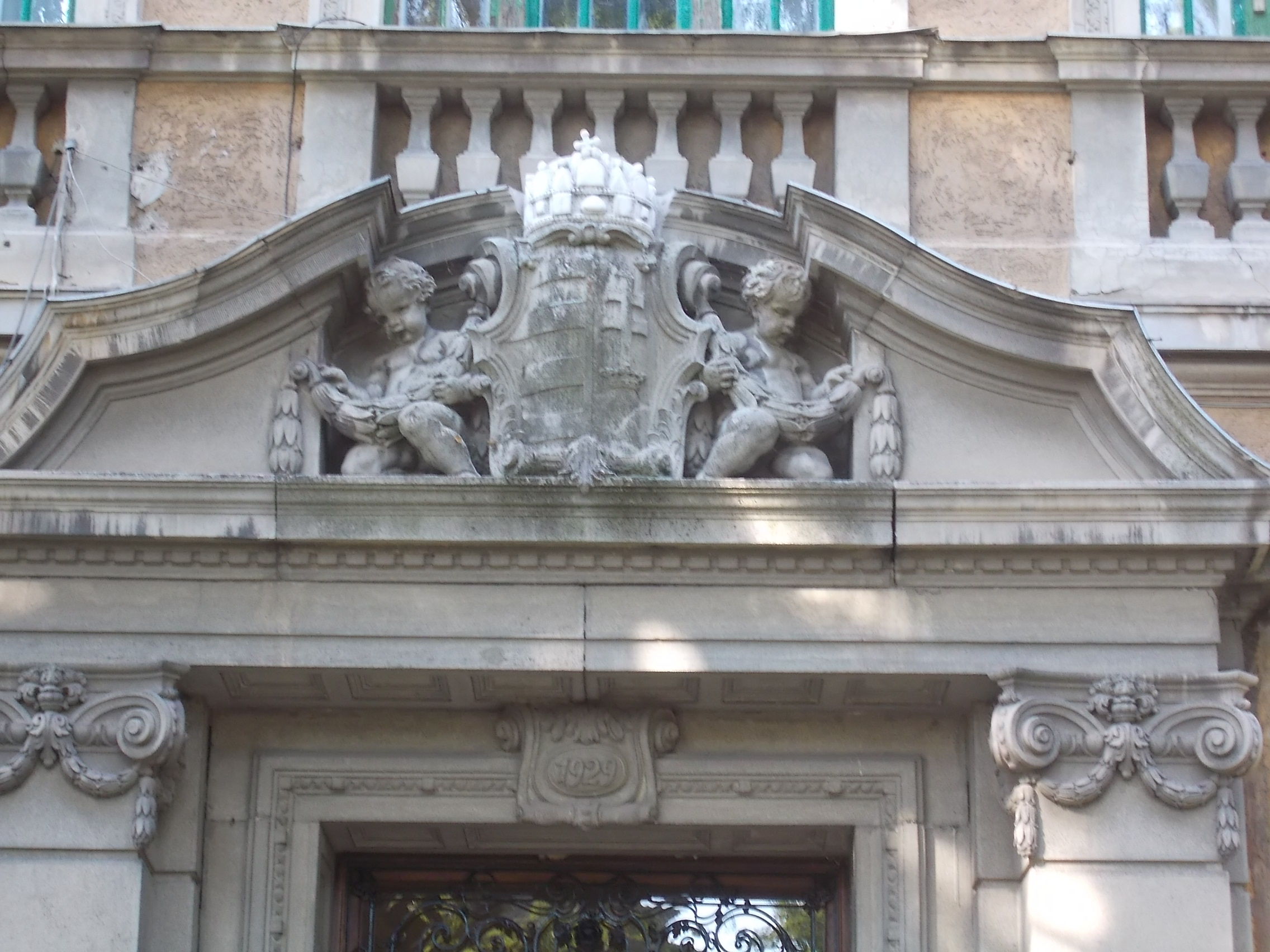
Szent Korona
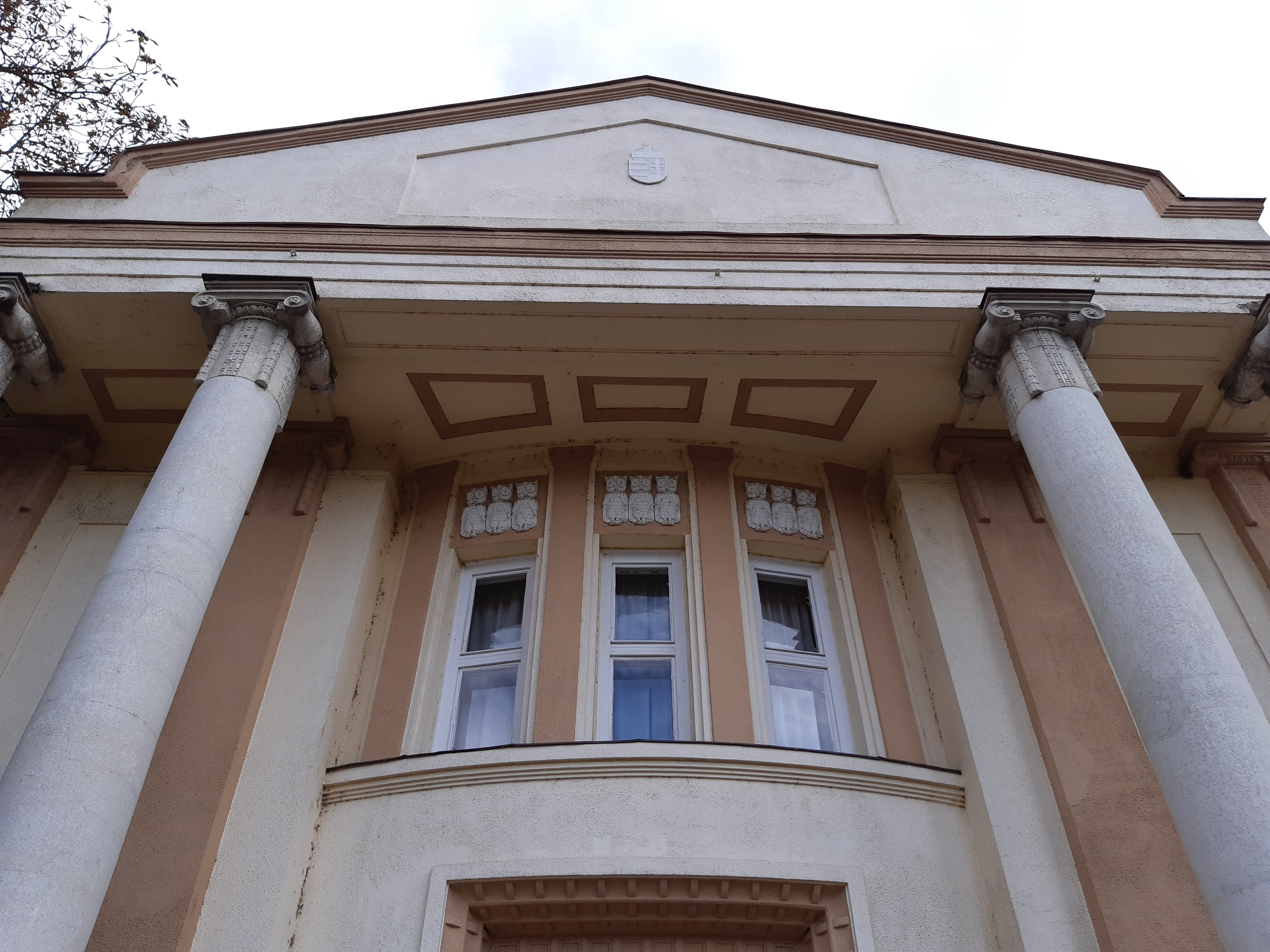
Bagoly-reliefek a járásbíróság épületén

Dombóvári munkáinak galériája

## Díjak, elismerések
- Dombóvár város díszpolgára (posztumusz) - 2015

## Emlékezete
- Ambrus Sándor Emlékkiállítás[2] - 2013